# جوردان هندرسون
جوردان براين هندرسون (بالإنجليزية:  Jordan Brian Henderson)‏ (مواليد 17 يونيو 1990) هو لاعب كرة قدم إنجليزي يلعب كلاعب وسط لنادي اياكس أمستردام في الدوري الهولندي و‌المنتخب الإنجليزي.

## مسيرته الكروية

### سندرلاند
ولد هندرسون في سندرلاند، تاين ووير ،بريطانيا، وانضم إلى فريق الشباب في نادي مسقط رأسه نادي سندرلاند وهو في سن الثامنة من عمره.
وقع عقد احتراف مع النادي في 1 يوليو 2008.
ظهر لأول مرة في الدوري في 1 نوفمبر 2008 في هزيمة 5-0 خارج أرضه أمام نادي تشيلسي وكان قد حل كبديل في الشوط الثاني من عمر المباراة.
ثم بدأ أول مباراة له مع سندرلاند كأساسي وأول ظهور له على أرضه ضد نادي بلاكبيرن روفرز في بطولة كأس الرابطة الإنجليزية في الشهر التالي.

#### إعارة إلى كوفنتري سيتي
في يناير 2009، انضم هندرسون إلى نادي كوفنتري سيتي الذي كان يلعب في الدوري الدرجة الثانية الإنجليزية كإعارة مدتها شهر واحد.
ظهر لأول مرة مع نادي كوفنتري سيتي في مباراة إنتهت بالهزيمة 2-1 أمام ديربي كاونتي.
تم تمديد إعارة هندرسون إلى نادي كوفنتري سيتي حتى نهاية الموسم، وسجل أول هدف في مسيرته في 28 فبراير 2009 في مرمى نادي نورويتش سيتي.
بعد إصابته بكسر في عظم مشط القدم الخامس، عاد هندرسون إلى سندرلاند في أبريل 2009.

#### العودة إلى سندرلاند

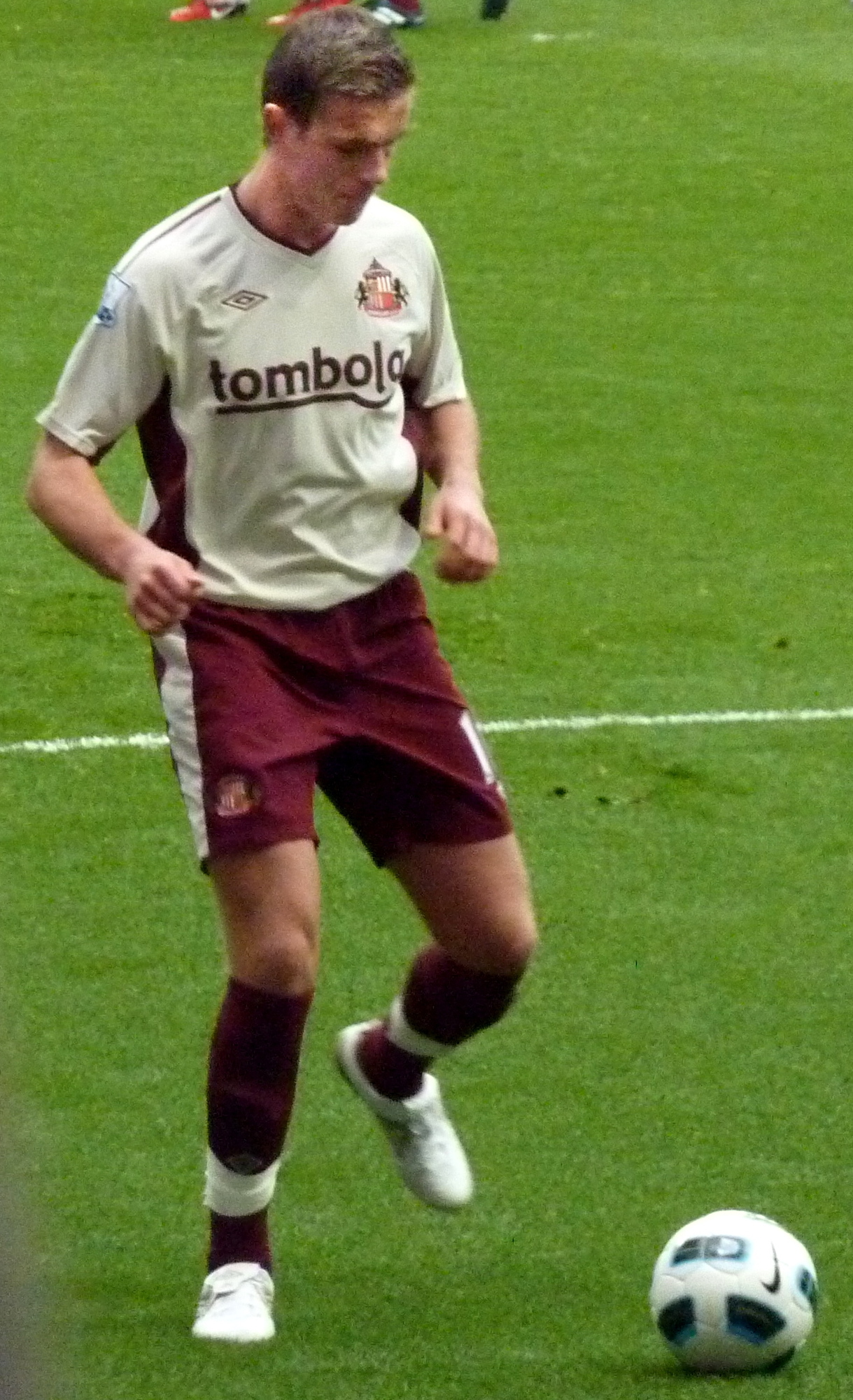
هندرسون برفقة نادي سندرلاند في عام 2011

في موسم 2009-10، لعب هندرسون مع فريق سندرلاند الأول وشارك في 38 مباراة وسجل هدفين.
سجل هدفه الأول مع النادي ضد نادي برمنغهام سيتي في الدور الثالث ل‍كأس الرابطة.
ثم ذهب ليسجل هدفه الأول في الدوري الإنجليزي ضد نادي مانشستر سيتي في 19 ديسمبر 2009.
أمضى هندرسون غالبية الموسم في مركز وسط الجناح لكنه لعب كوسط محوري في غياب لي كاترمول ؛  أكسبه تنوعه وثباته عقدًا جديدًا مدته خمس سنوات في 23 أبريل 2010، وظل مع النادي حتى عام 2015.
كما فاز هندرسون بجائزة ساندرلاند لأفضل لاعب شاب لموسم 2009-10.
كان هندرسون جزءًا رئيسيًا من الفريق خلال موسم 2010-11 حيث لعب 39 مباراة وسجل 3 أهداف،
بما في ذلك أول ثنائية له في الدوري، في 23 أبريل على أرضه ضد نادي ويغان أتلتيك.
في 13 يناير 2011، تم إدراج هندرسون على موقع FIFA الرسمي كواحد من 13 لاعبًا شابًا يجب مشاهدتهم في عام 2011.
حصل هندرسون على جائزة أفضل لاعب شاب في سندرلاند للموسم الثاني على التوالي.

### ليفربول

#### 2011–2015: اقتحام الفريق الأول

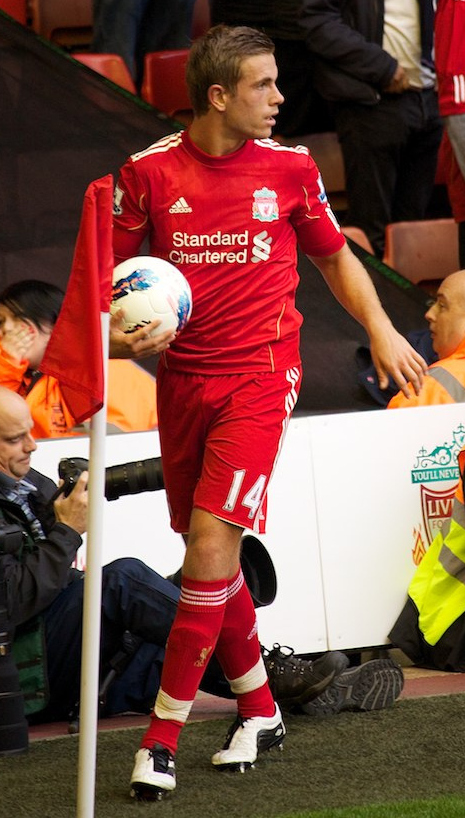
هندرسون في 2011 بأول موسم برفقة نادي ليفربول

في 9 يونيو 2011، إنتقل هندرسون إلى نادي ليفربول مقابل رسوم غير معلنة يُعتقد أنها تتراوح بين 16 و 20 مليون جنيه إسترليني.
ظهر لأول مرة في أول مباراة لنادي ليفربول في الدوري الإنجليزي، بالتعادل 1-1 ضد ناديه السابق سندرلاند حيث استقبله مشجعو سندرلاند.
في 27 أغسطس 2011، سجل هندرسون هدفه الأول مع نادي ليفربول في مباراة بالدوري الإنجليزي الممتاز على ملعب أنفيلد ضد نادي بولتون واندررز.
في 26 فبراير 2012، بدأ هندرسون على يمين مركز خط الوسط في فوز ليفربول نهائي كأس الرابطة ضد نادي كارديف سيتي قبل أن يتم استبداله في الدقيقة 58.
في 5 مايو، لعب 90 دقيقة كاملة حيث تعرض ليفربول للهزيمة 2-1 من نادي تشيلسي في نهائي كأس الاتحاد الإنجليزي 2012.
أنهى هندرسون موسم 2011-12 بهدفين حيث لعب 48 مباراة.
في أغسطس 2012، قيل لهندرسون إنه يمكن توقيعه من قبل نادي فولهام من قبل المدير الفني الجديد لنادي ليفربول بريندان رودجرز، ولكن تم رفض هذا من قبل اللاعب.
ذهب ليسجل هدفه الأول أوروبيًا في بطولة الدوري الأوروبي في 6 ديسمبر 2012، ضد الفائز نادي أودينيزي كالتشيو الإيطالي مع «الريدز» المؤهل للدور 32 و التي إنتهت المباراة بنتيجة 1-0 لصالح نادي ليفربول.

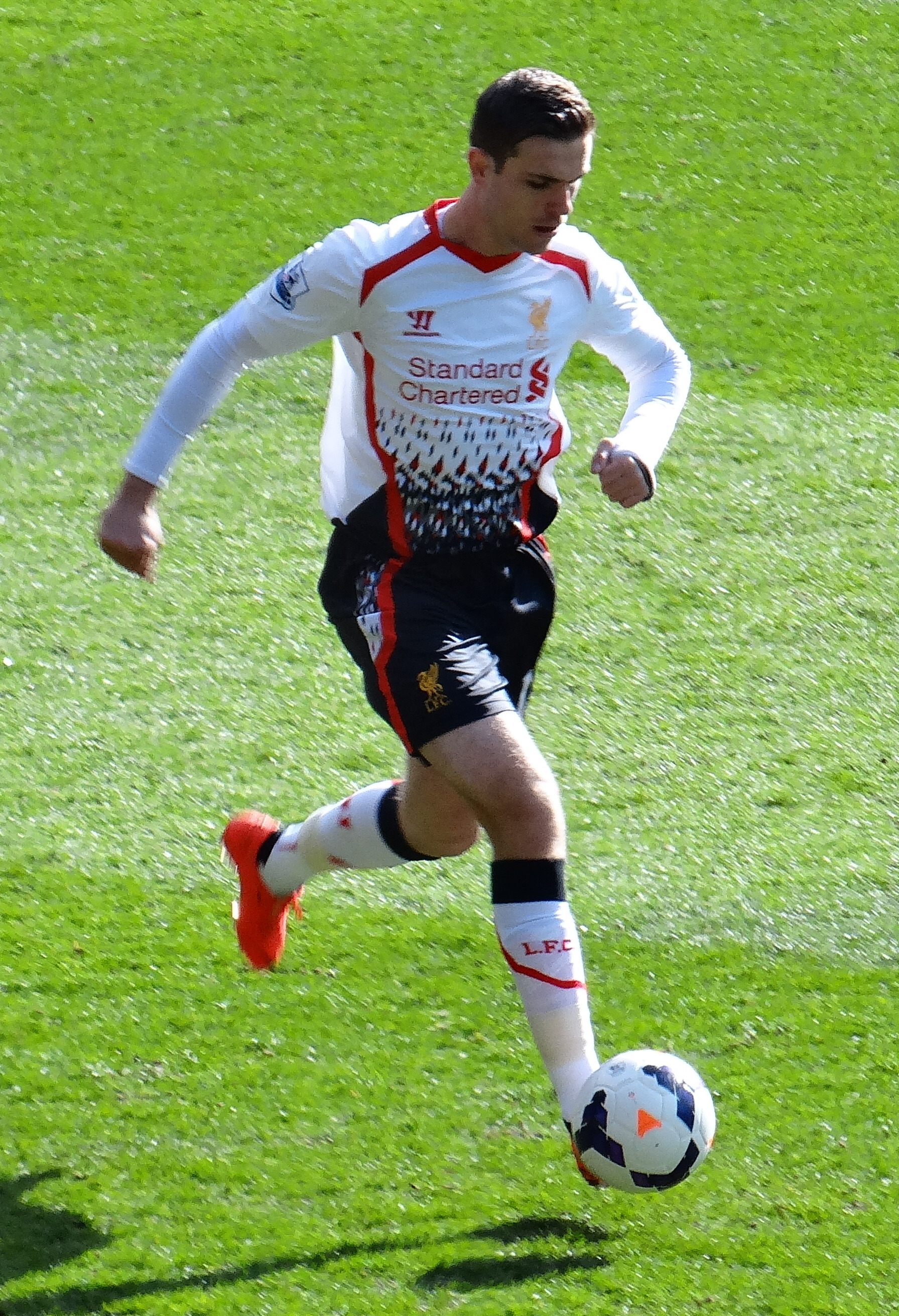
هندرسون عام 2014

أسس هندرسون نفسه كلاعب في التشكيلة الأساسية في فريق ليفربول في موسم 2013-14، حيث لعب 40 مباراة وسجل 5 أهداف.
في 29 سبتمبر 2013، ظهر في المباراة رقم 100 له مع النادي حيث فاز ليفربول بنتيجة 1–3 ضد نادي سندرلاند.
في 13 أبريل 2014، حصل على أول بطاقة حمراء في مسيرته لتدخل خطير على اللاعب سمير نصري في مباراة إنتهت بالفوز بنتيجة 3-2 على نادي مانشستر سيتي، مما أدى إلى حظره لثلاث مباريات مما يعني أنه سيفتقد ثلاث من آخر أربع مباريات لليفربول هذا الموسم؛ بدون هندرسون، خسر ليفربول 0-2 في مباراة على أرضه ب‍ملعب أنفيلد ضد نادي تشيلسي وتعادل بعدها 3–3 مع نادي كريستال بالاس، وخسر تقدم 3-0 في 15 دقيقة فقط قبل صافرة النهاية.
كان الفشل في حصد 3 نقاط في كل من تلك المباريات يعني أن ليفربول قد تجاوزه بالفعل نادي مانشستر سيتي في المركز الأول حيث صعدوا في ترتيب الدوري. بحلول وقت عودة هندرسون من الإيقاف في 11 مايو 2014، وهو اليوم الأخير للموسم، بدأ في فوز ليفربول 2-1 على أرضه ضد نادي نيوكاسل يونايتد فقط ليحتل المركز الثاني حيث حقق مانشستر سيتي لقب الدوري في مباراتهم المتزامنة.
بدأ هندرسون موسم 2014–15 في حالة جيدة، حيث قدم تمريرتين حاسمة في أول ثلاث مباريات في الدوري الممتاز، وتم تعيينه كقائد ثاني للفريق بعد رحيل اللاعب دانييل آغر عن النادي.
في 29 نوفمبر، بدأ هندرسون بصفته قائد للمرة الأولى لليفربول في الدوري الإنجليزي ضد نادي ستوك سيتي حيث كان ستيفن جيرارد على مقاعد البدلاء.
في 2 ديسمبر، احتفل هندرسون بمباراته رقم 150 مع النادي بتسجيله الهدف الثالث في الفوز 3-1 ضد نادي ليستر سيتي لتأكيد الفوز.
بدأ هندرسون العديد من مباريات ليفربول كقائد لأن جيرارد كان مصابًا أو على مقاعد البدلاء.
في 23 أبريل، وقع هندرسون عقدًا مدته خمس سنوات في ليفربول بقيمة 100 الف جنيه إسترليني في الأسبوع.

#### 2015–الوقت الحالي: كابتن النادي والنجاح مع الفريق محليًا وقاريًا

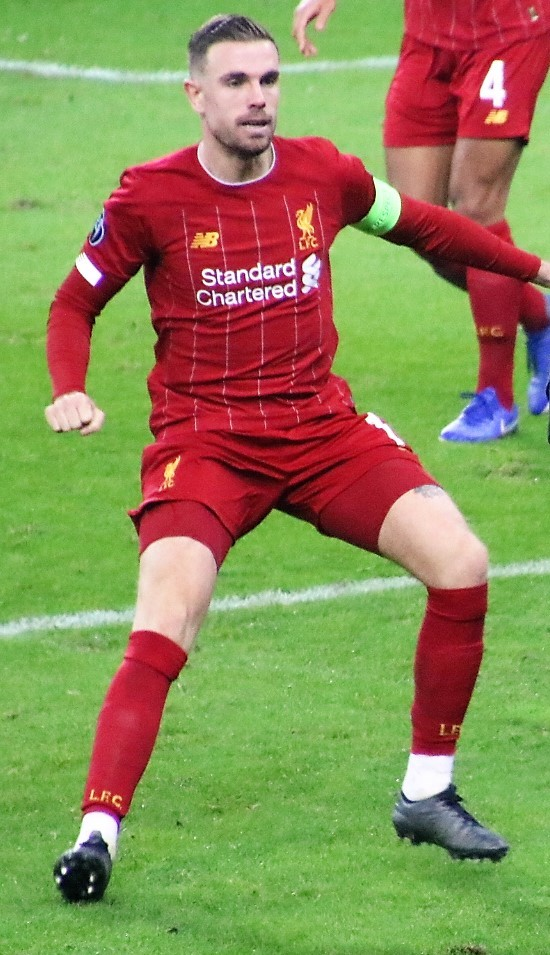
هندرسون (في الصورة عام 2020) تولى قيادة فريق ليفربول من المغادر ستيفن جيرارد عام 2015

بعد رحيل جيرارد في يونيو 2015، أصبح هندرسون قائدًا ل‍نادي ليفربول.
بعد تعرضه لإصابة في الكعب خضع هندرسون لعملية جراحية، لكنه كسر عظمة في قدمه اليمنى قبل أن يتمكن من العودة إلى التشكيلة الأساسية.
أفيد أن مشاكل كعب هندرسون تنبع من حالة مستعصية وهو التهاب اللفافة الأخمصية.
الإصابة جعلته أنه يغيب عن حضور وصول المدير الفني الجديد يورغن كلوب بعد إقالة رودجرز.
عاد هندرسون إلى الفريق في 29 نوفمبر 2015 ضد نادي سوانزي سيتي.
سجل في أول مباراة له منذ إصابته، في تعادل 2-2 على أرضه مع نادي وست بروميتش ألبيون في 13 ديسمبر 2015.
إصابة الركبة التي تعرض لها خلال مباراة الذهاب في بطولة الدوري الأوروبي لليفربول مع نادي بوروسيا دورتموند استبعدته حتى نهاية الموسم.
أنهى هندرسون موسم 2015-16 بـ 26 مباراة وسجل هدفين.
بدأ هندرسون موسم 2016-2017 بظهوره المنتظم في 11 بداية، وفي 16 سبتمبر سجل هدفًا مذهلاً من 25 ياردة في الفوز 2-1 ضد نادي تشيلسي على ملعب ستامفورد بريدج. الهدف جعلته يفوز بجائزة هدف الشهر في الدوري الإنجليزي لشهر سبتمبر.
أنهى هندرسون الموسم بـ 27 مباراة، وسجل هدفًا واحدًا.
أمضى هندرسون موسم 2017-18 كلاعب عادي مع الفريق الأول، في 23 سبتمبر 2017، سجل هدفه الوحيد في الموسم في مباراة الذي فاز فيه ضد ليستر سيتي بنتيجة 3-2.
في 15 أغسطس 2017 قاد هندرسون ليفربول لأول مرة في بطولة دوري أبطال أوروبا ضد نادي هوفنهايم الألماني.
واصل هندرسون قيادة ليفربول على طول طريق المنافسة حتى بلغ إلى نهائي دوري أبطال أوروبا 2018، وينتهي به الأمر على الجانب الخاسر بعد هزيمة ليفربول 3-1 على يد ريال مدريد في كييف.
أنهى هندرسون موسم 2017-18 بلعبه 41 مباراة في جميع المسابقات، وسجل هدفًا واحدًا.
وقع هندرسون عقدًا جديدًا لمدة خمس سنوات في ليفربول في عام 2018 بعد أن قاد النادي إلى أول نهائي له في بطولة دوري أبطال أوروبا منذ أكثر من عقد.
بعد توقيع العقد، أكد هندرسون على نيته البقاء في ليفربول لأطول فترة ممكنة، ويفضل أن يظل باقي مسيرته مع النادي.
في 24 نوفمبر، تم طرد هندرسون بعد حصوله على بطاقة صفراء ثانية في مباراة إنتهت بالفوز 3-0 على نادي واتفورد، مما يعني أنه سيغيب عن ديربي ميرسيسايد ضد نادي إيفرتون التي ستُلعب في 2 ديسمبر.
في 7 مايو 2019، لعب هندرسون من بالرغم من الألم بعد تعرضه لإصابة في الركبة لقيادة ليفربول إلى التأهل لثاني نهائي لع مع النادي من بطولة دوري أبطال أوروبا بفوزه بنتيجة 4-3 في نصف النهائي الإجمالي على نادي برشلونة حيث انتصر 4-0 في تلك الليلة.حيث خسر ليفربول بنتيجة 3-0 في مباراة الذهاب على ملعب كامب نو، وتعتبر العودة من الأفضل في تاريخ المسابقة.
في 1 يونيو 2019، قاد هندرسون فريق ليفربول في الفوز 2-0 على نادي توتنهام هوتسبر في نهائي دوري أبطال أوروبا 2019 في مدينة مدريد، ليصبح خامس قائد لنادي ليفربول يرفع كأس ذات الأذنين لدوري أبطال أوروبا، و اللقب السادس في تاريخ النادي.
ثم تابع ليفربول ذلك بفوزه بكأس السوبر الأوروبي بفوزه على نادي تشيلسي بركلات الترجيح.
في 21 ديسمبر 2019، قاد هندرسون ليفربول إلى لقب كأس العالم للأندية المقامة في الدوحة، قطر، بعد فوزه على نادي فلامنغو البرازيلي بنتيجة 1-0 في الوقت الإضافي، مما يجعله النادي الإنجليزي الوحيد الذي فاز بثلاثية الألقاب القارية.
بعد هذه الكأس الثالثة في عام، أعرب لاعب ليفربول السابق جون ألدريج عن اعتقاده بأن هندرسون يجب أن يُنظر إليه الآن على أنه أحد أعظم نجوم ليفربول.
أنهى ليفربول الدوري الممتاز موسم 2018-19 بأحد أعلى مجموع النقاط في تاريخ الدوري الإنجليزي، لكنه احتل المركز الثاني بفارق نقطة واحدة خلف مانشستر سيتي الذي توج بطلًا للمسابقة.
استمر أداء ليفربول الجيد في الموسم التالي، وبعد انقطاع بسبب جائحة فيروس كورونا، قاد هندرسون ليفربول إلى لقبه الأول في الدوري منذ 30 عامًا في 25 يونيو 2020.
غالبًا ما يُنسب الفضل في أدائه البطولي والعاطفي طوال موسم الفوز بالدوري، وقد تم اختيار هندرسون للحصول على لقب لاعب العالم لعام 2020 إلى جانب حصوله على جائزة أفضل لاعب في إنجلترا. بعد أن ظهر في 40 مباراة خلال موسم 2019-20، دخل هندرسون قائمة أفضل 40 صانعًا لمظهر ليفربول على الإطلاق في نهاية الحملة.
في 15 سبتمبر 2021، سجل هندرسون هدفه الأول في دوري أبطال أوروبا منذ سبع سنوات، وحصل على النقاط الثلاث في المباراة الافتتاحية في بطولة دوري أبطال أوروبا في المباراة إنتهت 3-2 على أرضه بالانتصار على ميلان الإيطالي.
في 24 أكتوبر، قاد فريق ليفربول للفوز بنتيجة 5-0 ضد مانشستر يونايتد على ملعب أولد ترافورد، مع تمريرة حاسمة للاعب محمد صلاح الذي سجل الهدف الخامس لليفربول.
لعب هندرسون مباراته رقم 300 في الدوري الإنجليزي الممتاز مع ليفربول في 8 نوفمبر ضد نادي وست هام يونايتد.
في 1 ديسمبر، افتتح هندرسون التسجيل بتسديدة ملتفة بالقدم اليسرى من مسافة 18 ياردة في فوز 4-1 خارج أرضه على نادي إيفرتون في الدوري الإنجليزي الممتاز حيث أصبح ليفربول أول فريق في تاريخ الدوري الإنجليزي يسجل  هدفين على الأقل في 18 مباراة متتالية في جميع المسابقات.
في 14 مايو 2022، أصبح هندرسون أول قائد لليفربول يفوز ب 6 بطولات مختلفة بعد الفوز ب‍كأس الاتحاد الإنجليزي 2021–22.

### نادي الاتفاق
وقع مع نادي الاتفاق السعودي في عام 2023 و لم يستمر معهم طويلاً و انتقل إلى أياكس أمستردام مطلع عام 2024.

## مسيرته الدولية

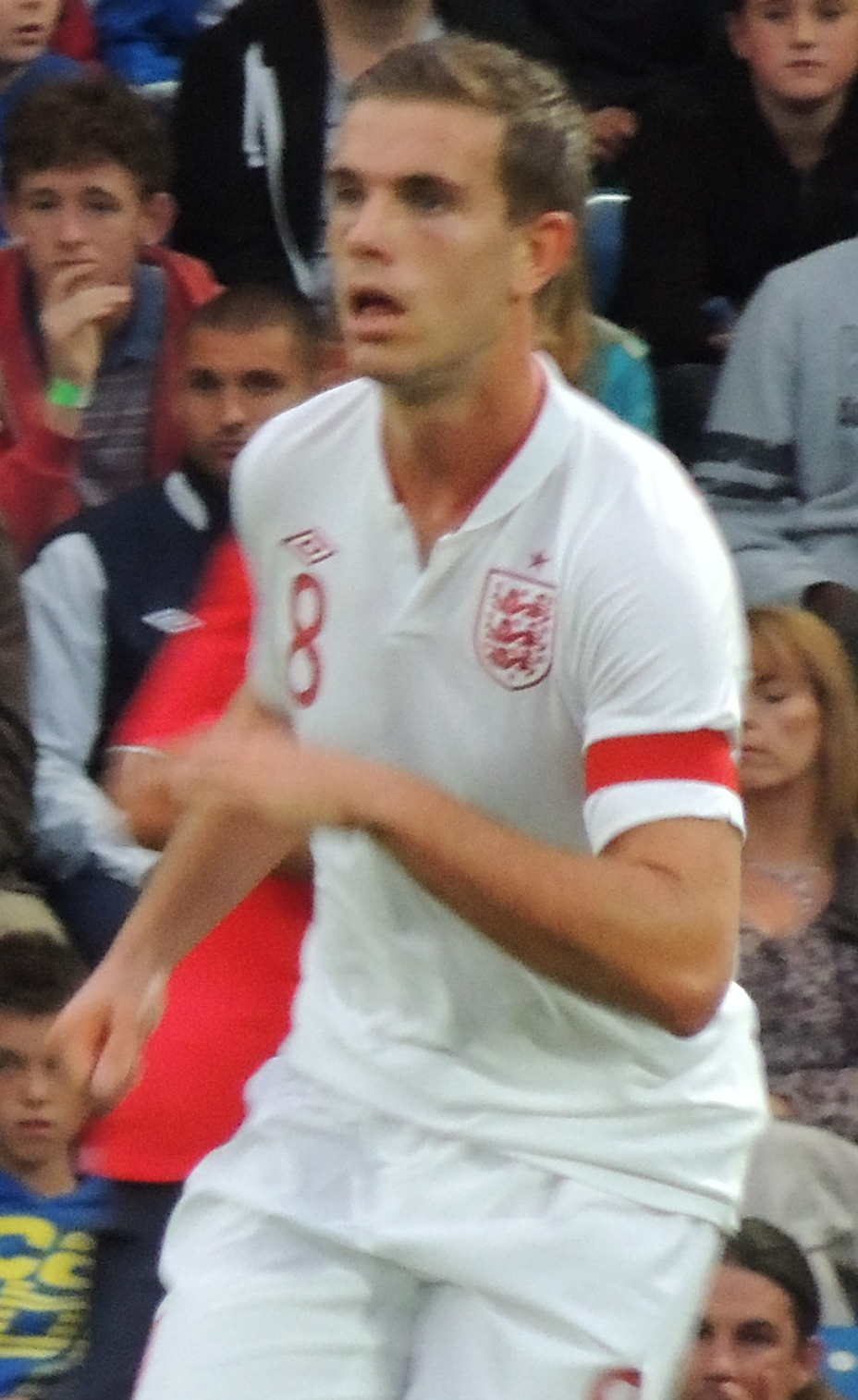
هندرسون مع إنجلترا تحت 21 عام 2012

### فترة الشباب
ظهر هندرسون لأول مرة مع منتخب إنجلترا تحت 19 سنة ضد جمهورية التشيك في عام 2009 ، قبل ان ينضم إلى كتيبة ستيوارت بيرس  ل‍منتخب إنجلترا تحت 21. سجل هدفه الأول بقميص إنجلترا في تصفيات أمم أوروبا تحت 21 عامًا ضد رومانيا ، حيث سدد كرة من الخارج  منطقة الجزاء ودخلت الشباك التي منحت إنجلترا التقدم.
تم اختيار هندرسون في تشكيلة إنجلترا تحت 21 سنة لـ‍بطولة أمم أوروبا 2011.  ومع ذلك، خرجت إنجلترا من دور المجموعات. في 1 سبتمبر 2011 قاد منتخب إنجلترا تحت 21 في الفوز 6-0 على أذربيجان تحت 21، سجل هدف واحد في  تصفيات أمم أوروبا تحت 21 سنة 2013. ثم سجل هدفه الرابع مع منتخب تحت 21 عامًا في الفوز 2-1 خارج أرضه على النرويج. في 3 فبراير 2013، فاز هندرسون بجائزة لاعب العام لمنتخب إنجلترا تحت 21. قاد هندرسون منتخب إنجلترا تحت 21 في بطولة أمم أوروبا 2013.

### الفترة الإحترافية

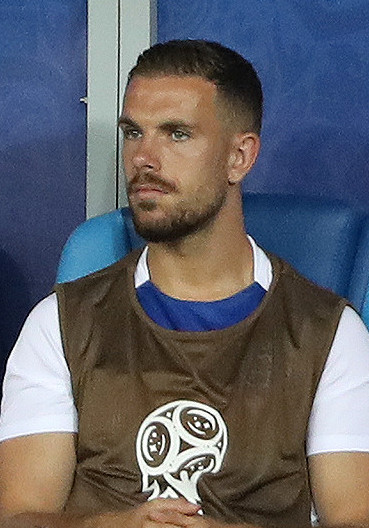
هندرسون مع المنتخب الإنجليزي في كأس العالم 2018

في 11 نوفمبر 2010 ، تم إزالة اسم هندرسون من تشكيلة إنجلترا تحت 21 عامًا لمباراة ودية مع ألمانيا، حيث تم إستدعاؤه للمرة الأولى مع المنتخب الأول في 17 نوفمبر 2010 للعب مباراة ودية ضد منتخب فرنسا، ظهر لأول مرة في المباراة، حيث لعب منذ بداية المباراة في مركز الوسط إلى جانب ستيفن جيرارد، ولكن خسر المنتخب الإنجليزي بنتيجة 2–1.
تم استدعاء هندرسون للانضمام إلى كتيبة منتخب إنجلترا في اليورو 2012 ليحل محل اللاعب المصاب فرانك لامبارد. ظهر في أول مباراة لإنجلترا في البطولة ضد فرنسا، وحل بديلاً في الدقيقة 78 للاعب سكوت باركر، ومرة أخرى ظهر كبديل، جاء خلال الوقت الإضافي، في هزيمة ربع النهائي بضربات الجزاء بعد إنتهاء الوقت الإضافي أمام إيطاليا.
تم اختيار هندرسون في تشكيلة روي هودسون المكونة من 23 لاعبًا للمشاركة في كأس العالم 2014 التي ستقام في البرازيل. بدأ كأساسي في أول مباراتين في كأس العالم لإنجلترا، حيث انتهت المبارتان بالهزيمة  2–1 أمام إيطاليا في ماناوس ، و الأوروغواي في ساو باولو.
تم اختيار هندرسون أيضًا في تشكيلة إنجلترا ببطولة اليورو 2016 بواسطة المدير الفني روي هودسون. لعب مباراة واحدة فقط في البطولة، حيث لعب 90 دقيقة كاملة في المباراة النهائية للمجموعة ضد سلوفاكيا والتي انتهت 0-0 حيث احتلت إنجلترا المركز الثاني في مجموعتها.
تم اختياره ضمن فريق منتخب إنجلترا المكون من 23 لاعبًا الذين سيمثلون دولة إنجلترا في كأس العالم 2018 التي ستقام في روسيا. في مباراة دور الستة عشر لإنجلترا ضد كولومبيا ، كان هندرسون اللاعب الوحيد الذي أهدر ركلة جزاء في المباراة حيث إنتهت المباراة بالتعادل وأدت إلى أن وصلت المباراة إلى ركلات الترجيح لتحديد من المتأهل. ومع ذلك، فازت إنجلترا، 4-3 في ركلات الترجيح، ووصلت إلى الدور نصف النهائي. في العام التالي، بعد مساعدة منتخب بلاده في احتلال المركز الثالث في دوري الأمم الأوروبية والتأهل للـ‍يورو 2020 ، تم ترشح هندرسون للفوز بجائزة أفضل لاعب إنجليزي في الموسم، وبذلك أصبح أول لاعب يفوز بالجائزة في كل من المستوى الأول والمستوى الأقل من 21 عامًا حيث فاز بها عام 2012.
جاء هدف هندرسون الدولي الأول في 3 يوليو 2021 في مباراة ربع نهائي يورو 2020 ضد أوكرانيا، حيث دخل كبديل وسجل الهدف الأخير لإنجلترا برأسية وإنتهت المباراة بالفوز بنتيجة 4–0.

## روابط خارجية
- جوردان هندرسون على موقع الاتحاد الدولي (مؤرشف)  (الإنجليزية)
- جوردان هندرسون على موقع الاتحاد الأوربي (الإنجليزية)
- جوردان هندرسون على موقع قاعدة بيانات كرة القدم.إي يو (الإنجليزية)
- جوردان هندرسون على موقع بيانات كرة القدم. دي إي (الألمانية)
- جوردان هندرسون على موقع ليكيب (الفرنسية)
- جوردان هندرسون على موقع ناشيونال فوتبول تيمز (الإنجليزية)
- جوردان هندرسون على موقع Soccerbase.com (لاعب) (الإنجليزية)
- جوردان هندرسون على موقع Soccerway.com (الإنجليزية)
- جوردان هندرسون على موقع عالم كرة القدم.نت (الإنجليزية)
- جوردان هندرسون على موقع كووورة